# سید محمدحسین میرمحمدی
سیدمحمدحسین میرمحمدی نمایندهٔ دورهٔ نهم مجلس شورای اسلامی و عضو کمیسیون اقتصادی مجلس شورای اسلامی از حوزهٔ انتخابیهٔ گلپایگان و خوانسار در استان اصفهان بوده است.